# Renault Monaquatre
La Monaquatre è una vettura di classe media prodotta tra il 1931 e il 1936 dalla Casa automobilistica francese Renault.

## Profilo
Presentata nell'ottobre 1931, la Monaquatre era chiamata a sostituire le due precedenti versioni d'attacco della gamma Renault, ossia la Monasix e la Monastella. Nella cornice del Salone di Parigi, resa austera dalla grave crisi economica di quegli anni, la Casa francese ostentava invece un deciso ottimismo: la Monasix era caratterizzata da nuove soluzioni stilistiche, come la calandra piatta e inclinata all'indietro, un inizio di quella ricerca aerodinamica che avrebbe interessato un po' l'intera produzione automobilistica mondiale negli anni trenta. In Francia, la Monaquatre dovette scontrarsi con due temibili concorrenti, come la Peugeot 301 e la Citroën 8CV, due berline di classe media di buon successo presso il pubblico francese.
La Monaquatre fu prodotta principalmente in 6 sottoserie, ciascuna contraddistinta da una sigla di progetto ben definita: le prime Monaquatre, con sigla di progetto UY. Monta un motore a 4 cilindri da 1299 cm³, in grado di erogare circa 25 CV di potenza massima. Tale motore fu mantenuto anche sulla Monaquatre UY1, prodotta nel 1933. Ma le Monaquatre più famose furono quelle prodotte a partire dal 1934: in quell'anno fu lanciata la YN1, dotata di un 4 cilindri da 1463 cm³, in grado di erogare 30 CV a 3300 giri/min e di spingere la vettura a quasi 90 km/h di velocità massima.

Il cambio è a tre marce e la trazione posteriore. Tale motorizzazione, la più convincente sul piano prestazionale, fu impiegata anche sulle versioni successive, recanti le sigle YN2, YN3 e YN4. Nel frattempo, la Monaquatre crebbe anche di dimensioni, passando da 3.7 a 4.15 m, e fu proposta anche come mezzo commerciale, oltre che come cabriolet e torpedo. Nello stesso tempo, la sua carrozzeria divenne più tondeggiante, per migliorare l'aerodinamica. Il successo fu buono anche per la Monaquatre, che seppe farsi valere piuttosto bene di fronte a una concorrenza agguerrita. Fu tolta di produzione nel 1936, per essere sostituita dalla Renault Celtaquatre.

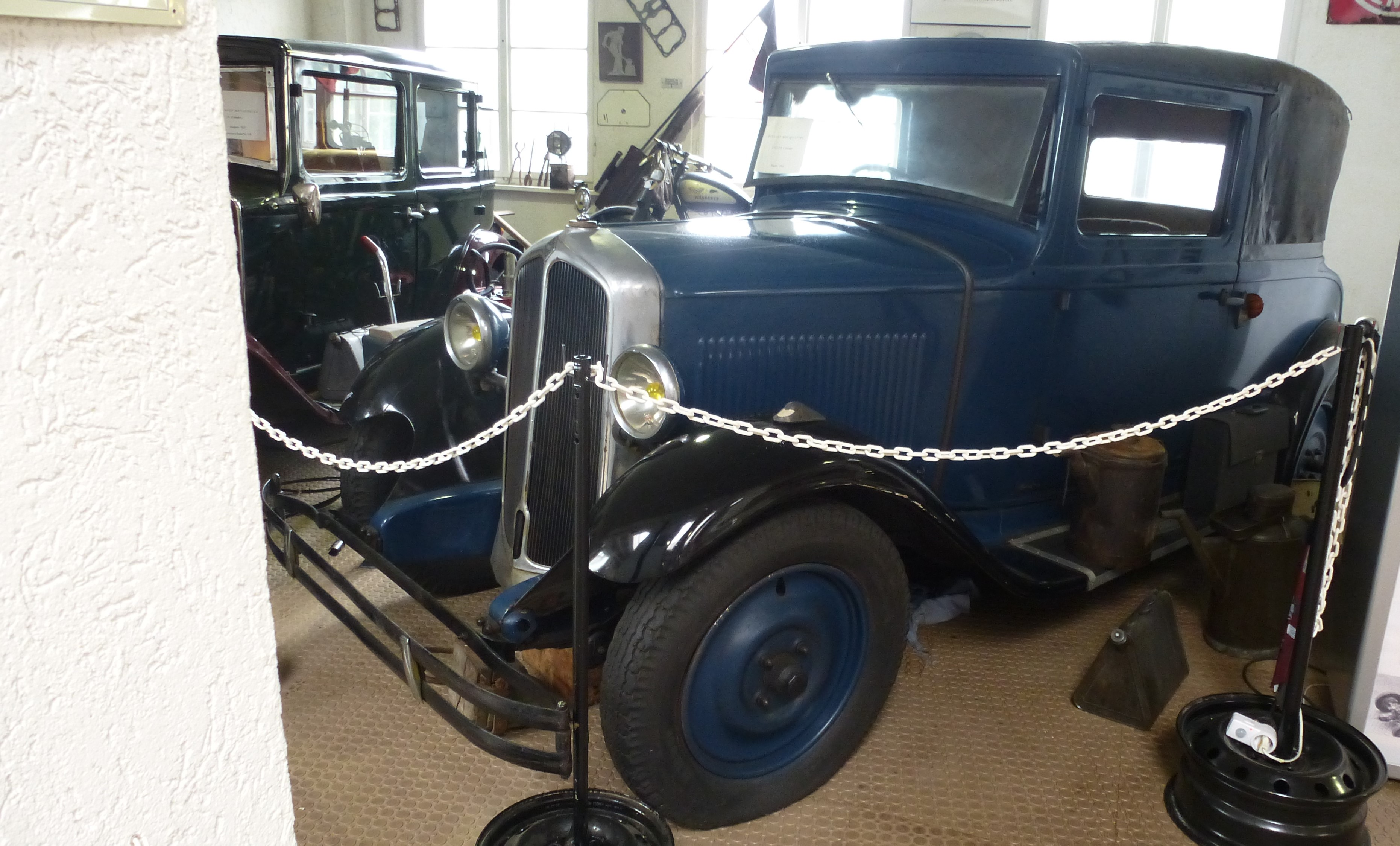
Renault Monaquatre UY
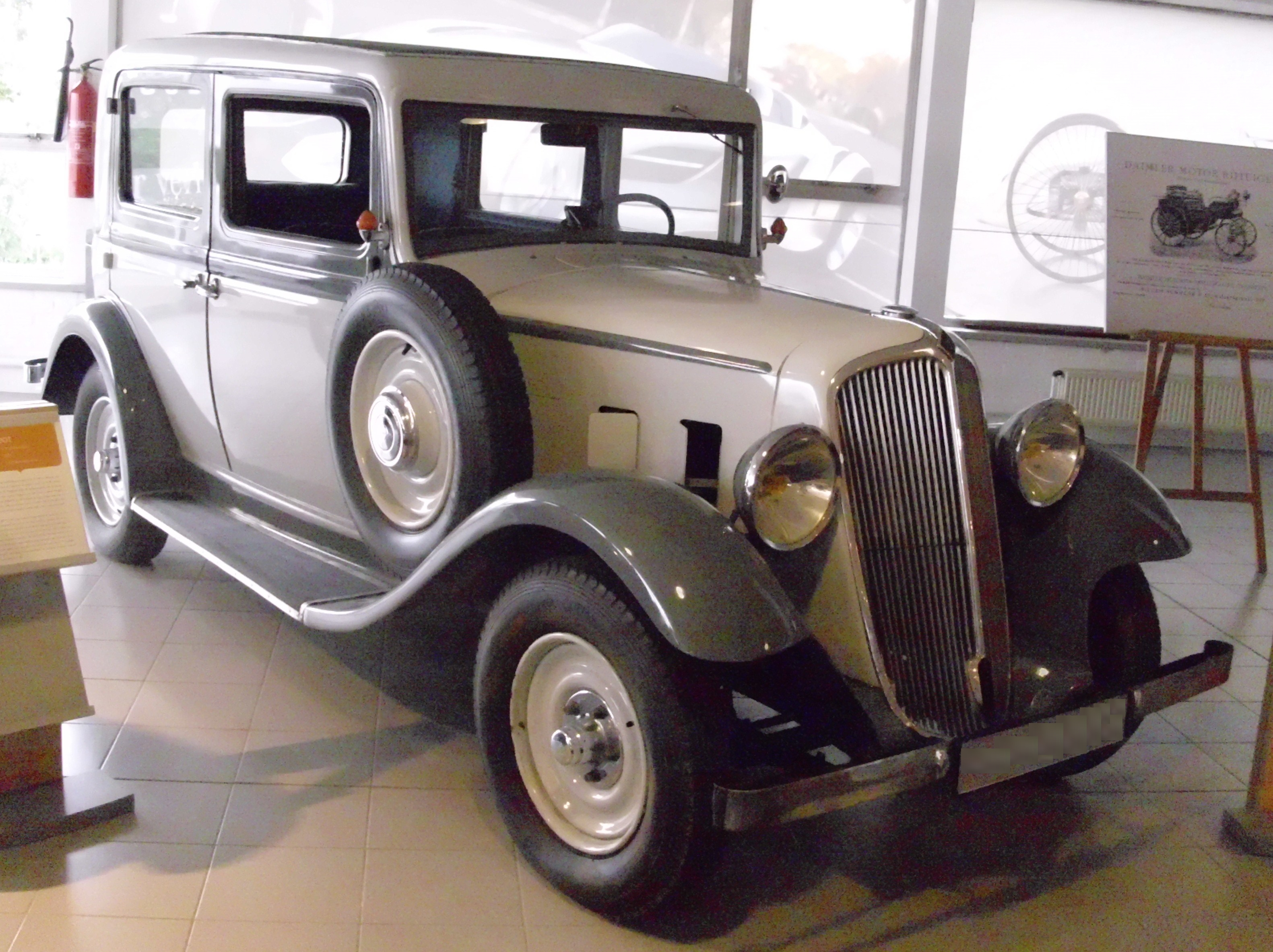
Renault Monaquatre YN2
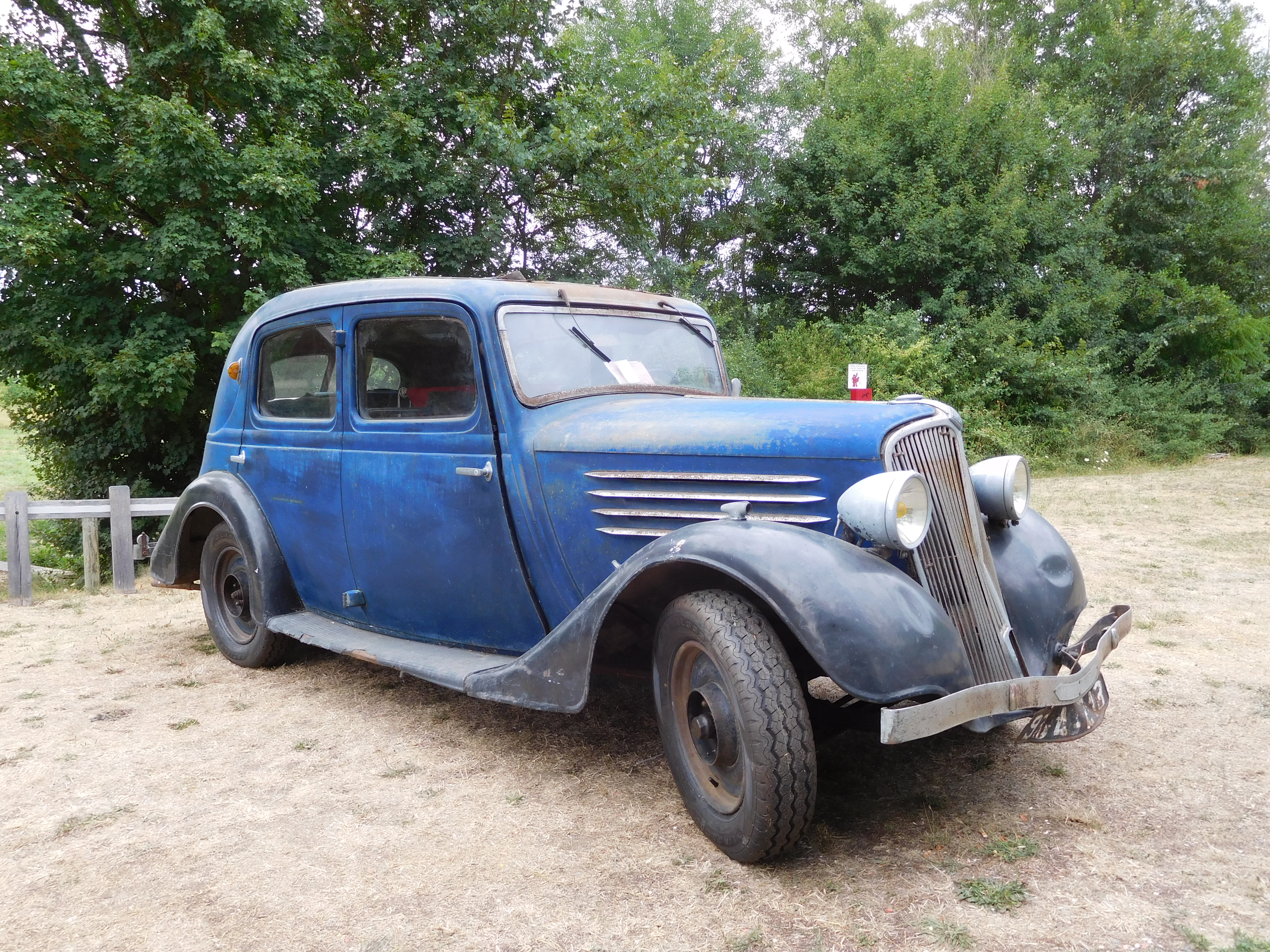
Renault Monaquatre YN4